# Young Vic
Het Young Vic is een theater in Londen en tevens de naam van een productiehuis dat verbonden is aan dit theater. Het in 1969 opgerichte theater ligt in de Zuid-Londense Borough of Lambeth, aan de straat The Cut, waar ook het Old Vic ligt.

## Geschiedenis
Het eerste Young Vic theatergezelschap/-productiehuis ontstond in 1946 als een spin-off van de in hetzelfde jaar door George Devine opgerichte Old Vic theateropleiding. Doel was het brengen van klassieke toneelstukken die begrijpelijk waren voor kinderen en tieners in de leeftijd van 9 tot 15 jaar; vandaar de naam Young Vic. Bekende acteurs als Prunella Scales en Joan Plowright deden hier hun eerste theaterervaring op. Door een conflict met het management van het Old Vic theater kwam hier in 1952 een einde aan.
In 1969 werd het theaterproductiehuis heropgericht door Frank Dunlop, hoewel deze keer gericht op jong publiek in het algemeen. De eerste productie was een vrije bewerking van Molières Les Fourberies de Scapin, dat op 11 september 1970 in première ging in het nieuwe theater. Het gezelschap was aanvankelijk onderdeel van het National Theatre (toen nog in het Old Vic gevestigd), maar werd in 1974 onafhankelijk.
Het nieuwe theatergebouw verrees iets verderop in dezelfde straat als het Old Vic, in een voormalige slagerij en een aansluitende, als tijdelijk onderkomen bedoelde nieuwbouw. In 1971 hield de rockband The Who hier enkele weken lang gratis toegankelijke concerten, ter voorbereiding op het album Who's Next. In 1982 vond in het theater een poëzieolympiade plaats, waaraan onder anderen de komiek Pat Condell deelnam.
In 2004 sloot het theater enige tijd vanwege renovatie- en uitbreidingswerkzaamheden. De 'tijdelijke' theaterzaal uit 1970 is intact gelaten, maar is theatertechnisch aan de eisen van het moderne theater aangepast. Op 11 oktober 2006 heropende het vernieuwde Young Vic met de community-opera Tobias and the Angel van Jonathan Dove. 

## Het Young Vic nu
Sinds 1970 hebben een groot aantal acteurs en theatermakers meegewerkt aan Young Vic producties. Bekende acteurs die bij het Young Vic gespeeld hebben zijn Ian Charleson, Vanessa Redgrave, Helen Mirren, Judi Dench, Timothy Dalton, Robert Lindsay, John Malkovich, Michael Sheen en Arthur Lowe. Tot de bekendere regisseurs die bij het gezelschap gewerkt hebben behoren Peter Brook, Katie Mitchell, Luc Bondy, Patrice Chéreau en Joe Wright.
Het Young Vic brengt voornamelijk klassieke toneelstukken, hoewel het meestal innovatieve producties betreft. In 2004 en 2008 ontving het theater de Laurence Olivier Award for Outstanding Achievement in an Affiliate Theatre. In 2013 ontving de Young Vic productie The Scottsboro Boys de Critics' Circle Peter Hepple Award voor beste musical.
Het Young Vic heeft geen vast eigen theatergezelschap, maar werkt samen met een viertal externe toneelgezelschappen of -organisaties: Fevered Sleep, 1927, Regional Theatre Young Director Scheme en Belarus Free Theatre. Het Young Vic was een van de eerste theaters die meewerkten aan het project Digital Theatre, een project dat het downloaden van theaterproductiefilms mogelijk maakt.

## Beschrijving theatergebouw
Een deel van het als tijdelijk bedoelde gebouw van betonblokken en spiegelglas uit 1970 is nog steeds in gebruik. Het heeft een voor die tijd moderne 'vlakke vloer' (geen verhoogd podium) en een flexibele tribuneopstelling met 420 stoelen. Op de zuidoosthoek van dit gebouw bevindt zich een gedenkplaat voor de slachtoffers van een bombardement in 1941. Het gebouw dat hier voor de Tweede Wereldoorlog stond werd tijdens de Blitz verwoest, waarbij 54 mensen die hun toevlucht hadden genomen in een schuilkelder de dood vonden. De oude slagerij is thans de hoofdentree, waarin zich ook de kassaruimte bevindt. De nieuwbouw uit 2004-'06 bevat twee studiozalen, foyers, kleedkamers en repetitieruimtes.
Naast het main house, de grote zaal, zijn twee studio's in gebruik: The Maria, genoemd naar decorontwerpster Maria Bjornson, en The Clare, genoemd naar de artistiek directeur van het Sheffield Crucible theater, Clare Venables. Beide studiozalen, met een variabele capaciteit van respectievelijk 150 en 70, worden ongeplaceerd verkocht ("sit anywhere"). De grote zaal wordt vanaf 2010 geplaceerd verkocht.

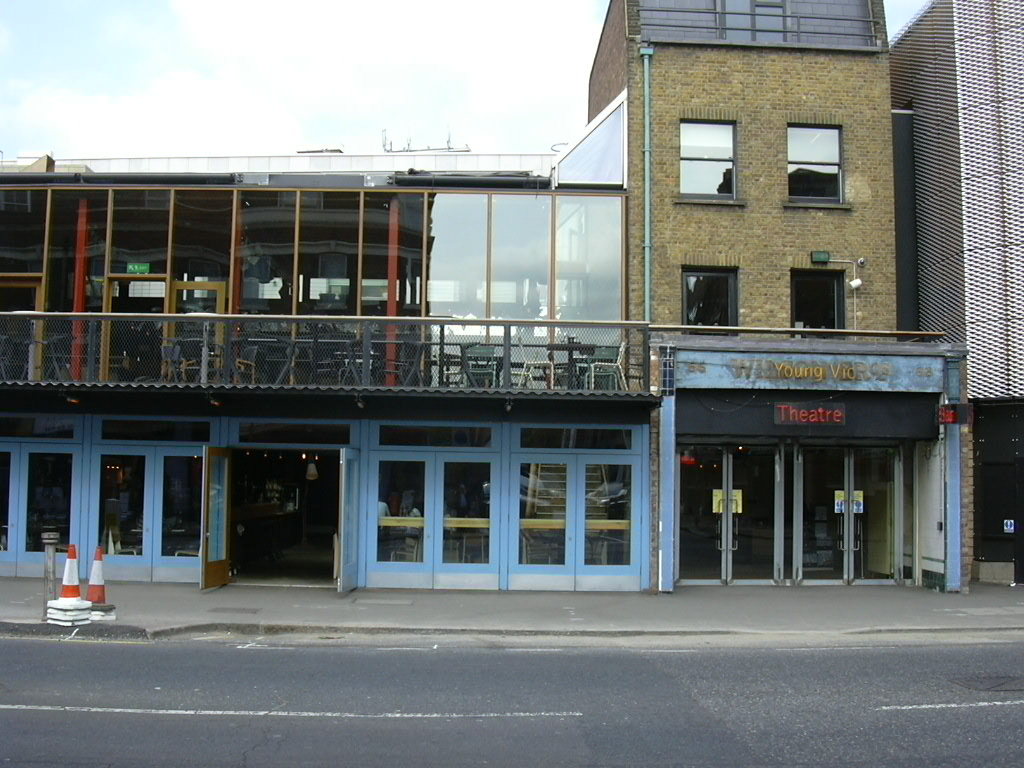
'Nieuwbouw' uit 1970
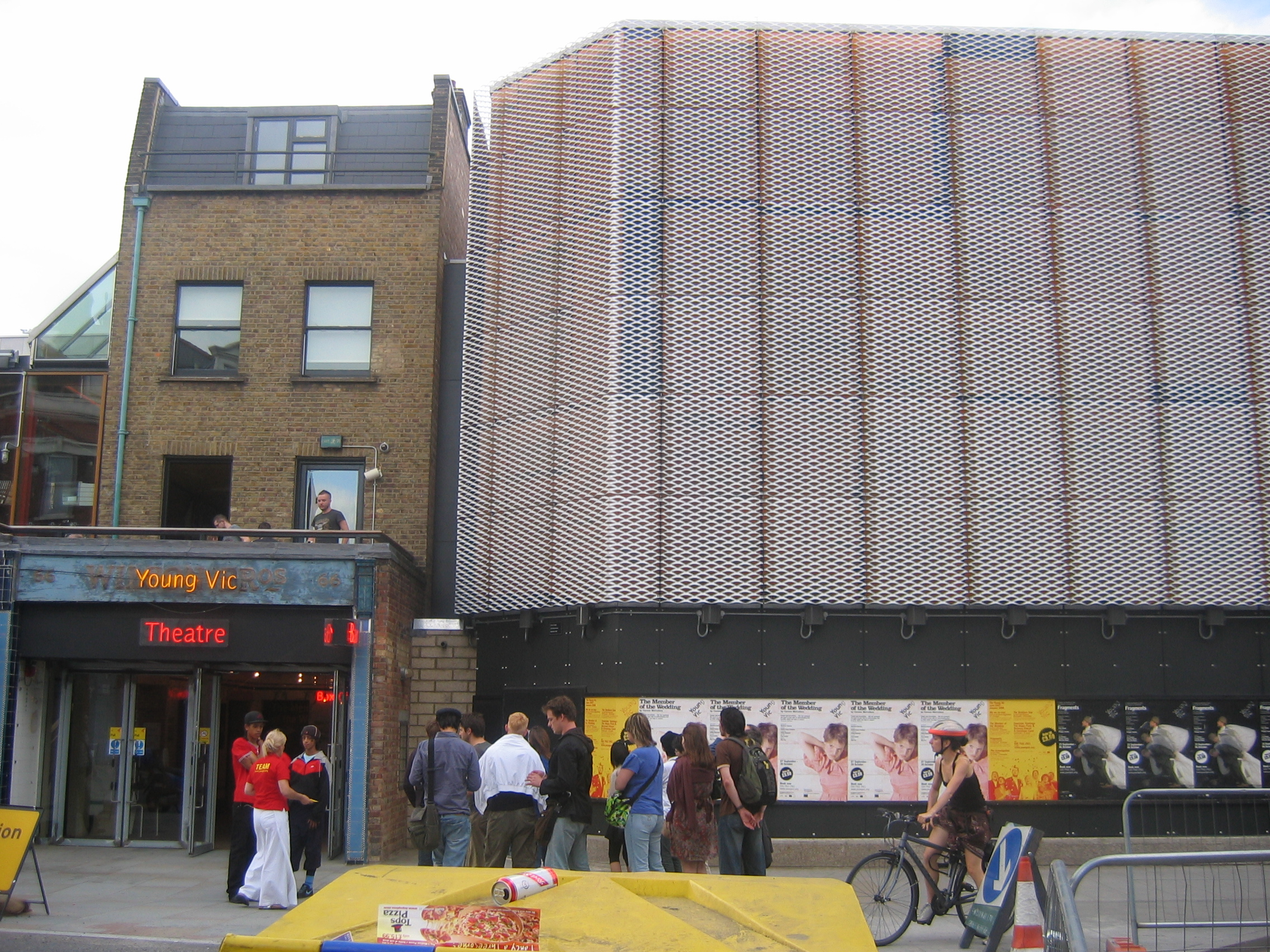
Slagerij en studioaanbouw
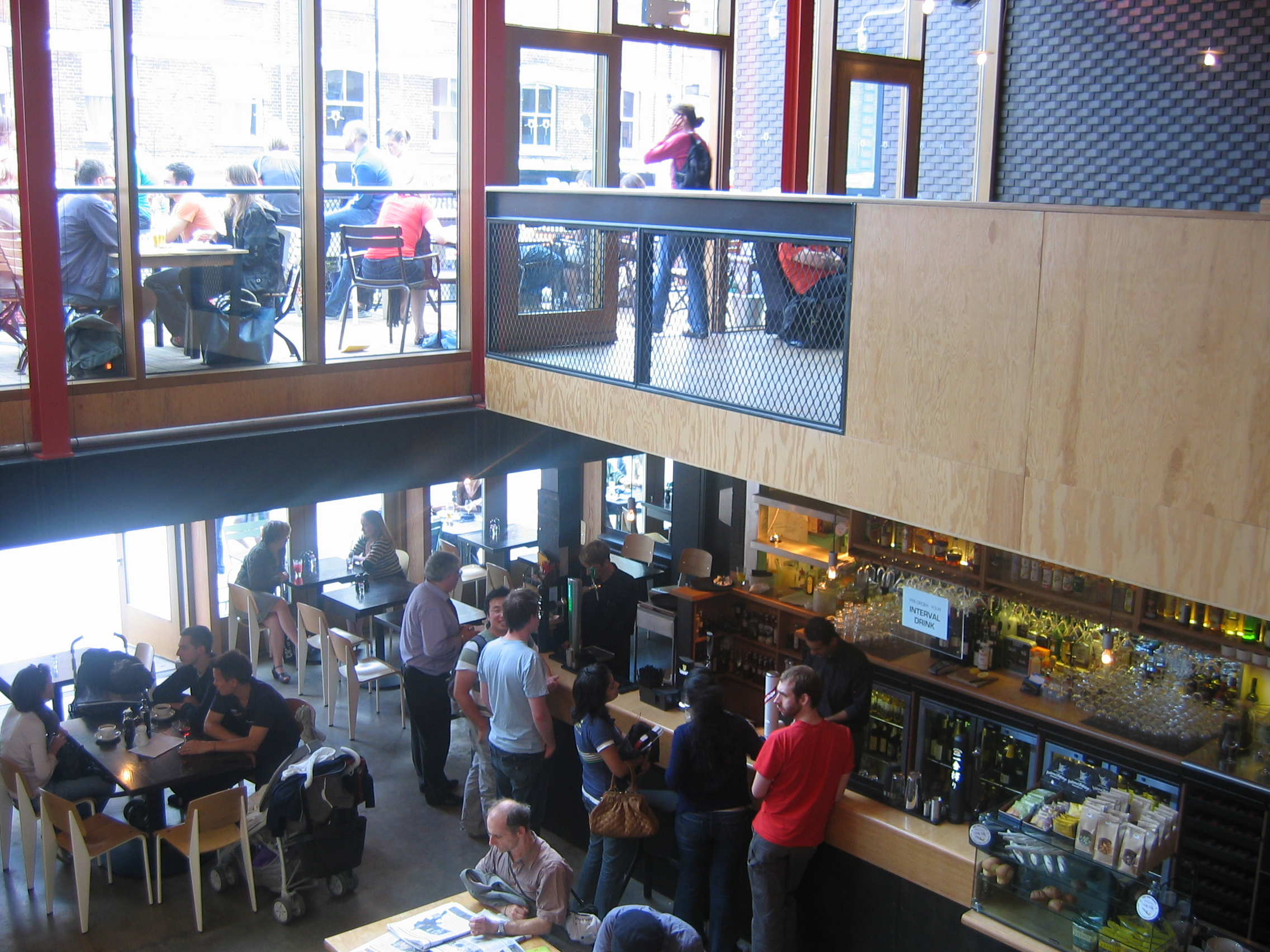
Foyer
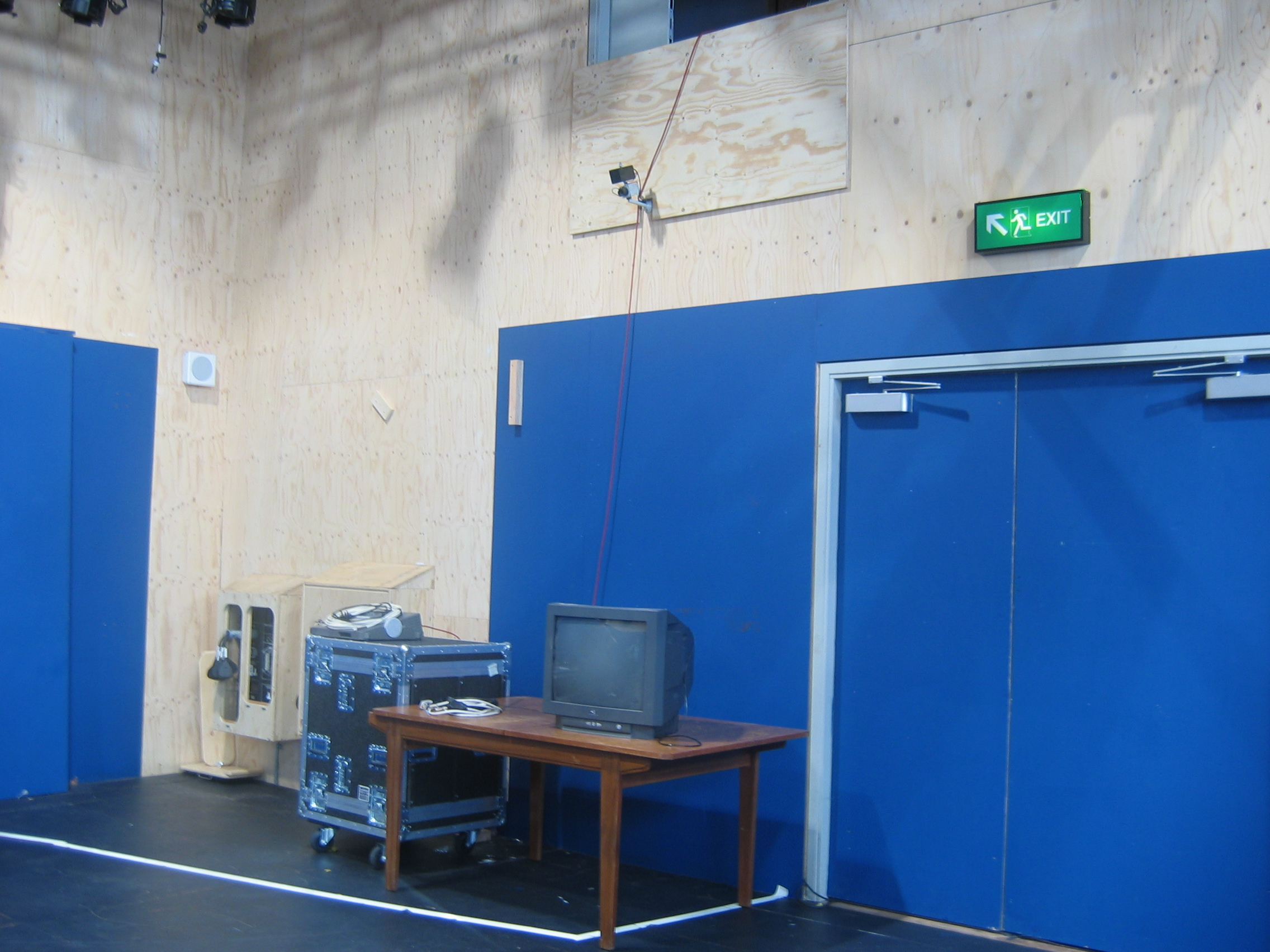
Clare-studio